# Róbert Antal
Róbert Antal (geboren am 21. Juli 1921 in Budapest; gestorben am 1. Februar 1995 in Toronto) war ein ungarischer Wasserballer.
Róbert Antal von MTK Budapest war 1952 bei den Olympischen Spielen in Helsinki als Ersatztorwart für László Jeney Mitglied der ungarischen Mannschaft. Er wurde in den beiden Vorrundenspielen gegen Mexiko (13:4 für Ungarn) und Deutschland (9:1 für Ungarn) eingesetzt. Da die ungarische Mannschaft mit Jeney im Tor Olympiasieger wurde, erhielt auch Antal für seine beiden Einsätze eine olympische Goldmedaille.